# Hydraena cristatigena
Hydraena cristatigena är en skalbaggsart som beskrevs av Manfred A. Jäch och Díaz 2000. Hydraena cristatigena ingår i släktet Hydraena och familjen vattenbrynsbaggar. Inga underarter finns listade i Catalogue of Life.